# Hjälp, vi har köpt ett franskt ruckel!
Hjälp, vi har köpt ett franskt ruckel! är en svensk spin-off-serie till Hjälp, vi har köpt en bondgård! där främst Brita Zackari men även Kalle Zackari Wahlström medverkar. Första säsongen som hade premiär på SVT1 och SVT Play den 10 oktober 2024 består av sex avsnitt .

## Handling
Serien handlar om Brita Zackari som har köpt ett franskt hus i en liten by i södra Frankrike. Huset är dock ett riktigt ruckel, och med familj och vänner ska hon försöka få huset beboeligt.

## Avsnittsinformation

### Säsong 1
- Avsnitt 1: Brita Zackari har fått ett förskottsarv av sina föräldrar. Hon har länge drömt om ett hus i Frankrike och beger sig till en bergsby, i södra Frankrike, en knapp timme från Medelhavet för att hitta ett hus där. Pengarna räcker dock inte så långt.
- Avsnitt 2: Brita bjuder ner sin vän Ingrid för att få hjälp med huset som i första hand är i behov av sanering. Inte minst rummet där hundratals duvor har bott i åratal.
- Avsnitt 3: Fler kompisar till Brita dyker upp. Moa hjälper till med välbehövlig snickerihjälp. Hennes andra vänner, Alice och Joa är mest intresserade av att dricka vin på uteplatsen.
- Avsnitt 4: Alice och Joa hjälper Brita att renovera barnens sovrum då Kalle och barnen ska komma till huset.
- Avsnitt 5: En bajskatastrof på uteplatsen sätter käppar i hjulet för Britas renoveringsplaner.
- Avsnitt 6: Kompisen Lina gör en fin väggmålning och Britas mamma hjälper till i trädgården. Hinner Kalle och Brita klart med renoveringen innan det blir dags för att åka hem till i Sverige?